# Eustala maxima
Eustala maxima là một loài nhện trong họ Araneidae.
Loài này thuộc chi Eustala. Eustala maxima được Arthur Merton Chickering miêu tả năm 1955.